# Гана на зимних Олимпийских играх 2018
Гана на зимних Олимпийских играх 2018 года была представлена одним спортсменом в скелетоне. Гана всего лишь во второй раз в истории принимала участие в зимних Играх. Первое участие ганцев состоялось в 2010 году, где страну представлял горнолыжник Кваме Нкрума-Ачимпон.

## Состав сборной
Скелетон
1. Акваси Фримпонг

## Результаты соревнований

### Бобслей

#### Скелетон
Квалификация спортсменов для участия в Олимпийских играх осуществлялась на основании рейтинга IBSF (англ. IBSF Ranking) по состоянию на 14 января 2018 года. По его результатам сборная Ганы стала обладателем первой в истории страны олимпийской лицензии в скелетоне. Её завоевал Акваси Фримпонг, получивший континентальную квоту благодаря удачным выступлениям на североамериканском и Интерконтинентальном кубках.
Мужчины
| Соревнование | Спортсмены      | 1 заезд   | 1 заезд | 2 заезд   | 2 заезд | 3 заезд   | 3 заезд | 4 заезд              | 4 заезд              | Итоговый результат | Итоговое место | Отставание |
| Соревнование | Спортсмены      | Результат | Место   | Результат | Место   | Результат | Место   | Результат            | Место                | Итоговый результат | Итоговое место | Отставание |
| ------------ | --------------- | --------- | ------- | --------- | ------- | --------- | ------- | -------------------- | -------------------- | ------------------ | -------------- | ---------- |
| мужчины      | Акваси Фримпонг | 53,97     | 30      | 54,46     | 30      | 53,69     | 30      | завершил выступление | завершил выступление | 2:42,12            | 30             | —          |